# Sylvain Curinier
Sylvain Curinier, né le 15 mars 1969 à Lons-le-Saunier (Jura), est un kayakiste français, médaillé d'argent olympique de kayak en slalom en 1992 à Barcelone. Il est entraîneur et coach professionnel depuis 1997 et cumule 3 titres olympiques et 6 titres de champions du Monde individuels avec les athlètes qu'il a entraînés.

## Parcours d'entraîneur
Coach d'excellence, formateur et superviseur, il est missionné à la FFCK pour transférer son expertise à toutes les disciplines olympiques et paralympiques de la Fédération française de canoë-kayak (FFCK) et mettre en place la CAPH (Cellule Accompagnement de la Performance Humaine). Il intervient à la FFCK dans ce cadre depuis 2017.
Sur 5 olympiades (Sydney, Athènes, Pékin, Londres, Rio), il est chef de projet de la préparation des meilleurs athlètes français, et entraîneur aux JO en canoë-kayak slalom. 
Basé dans le sud ouest de la France à Toulouse et à Pau, il est l’entraineur de Benoît Peschier et Fabien Lefèvre aux JO d'Athènes (2004), médaillés d'or et de bronze en kayak slalom.
Sur l’olympiade 2008-2012, il est l’entraîneur de Tony Estanguet et Émilie Fer, qui gagnent le titre de champion olympique en canoë et kayak slalom aux JO de Londres (2012), ainsi que Boris Neveu, vice-champion du monde en 2009.
Après 2012, il reste le coach d'Émilie Fer (Championne du Monde 2013), et Boris Neveu (Champion du Monde 2014). 
À la fois Préparateur Physique, Coach Accompagnateur, Praticien PNL certifié, il travaille entre autres sur le renforcement musculaire élastique et cinétique, la variabilité de la fréquence cardiaque, le clean coaching, les mouvements oculaires, la typologie alliée à la psychomotricité ou Approche Action Type, et l’aromathérapie.

## Formation
- Coach Accompagnateur certifié de l'Executive Master de l'INSEP "accompagnement des acteurs du sport de haut niveau" en 2012.
- Praticien PNL et formé aux techniques AAT AMP(Approche Action Type et Motivations Profondes, typologie psychomotrice et relationnelle) et HRV (Variabilité de la fréquence cardiaque).
- Entraîneur National, professeur de Sport à la FFCK depuis 1997.
- Préparateur Physique, Maîtrise et DESS en entraînement et management du sport à l'UFR STAPS de Dijon.
- Brevet d'Etat 1er et 2e degrés « Canoë Kayak et disciplines associées ».

## Palmarès de kayakiste

### Jeux olympiques
- Jeux olympiques de 1992 à Barcelone (Espagne) :
  -  Médaille d'argent en slalom K1.

### Championnats du monde
- Championnats du monde de slalom (canoë-kayak) 1993 à Mezzana (Italie) :
  -  Médaille d'argent en K1 par équipes.